# Giuseppe La Farina
Giuseppe La Farina (ur. 20 lipca 1815 w Mesynie, zm. 5 września 1863 w Turynie) – włoski rewolucjonista, działacz niepodległościowy i pisarz historyczny. 
Giuseppe La Farina urodził się 20 lipca 1815 roku w Mesynie na Sycylii, należącej wówczas do Królestwa Neapolu. W 1835 roku ukończył studia prawnicze. Dwa lata później został zmuszony do emigracji za udział w tajnym stowarzyszeniu dążącym do zjednoczenia Włoch i próbie wywołania powstania przeciwko Ferdynandowi II. Powrócił do Mesyny dzięki amnestii, ogłoszonej w 1838 roku. Zajął się działalnością literacką, ale angażował się również w działania prorewolucyjne w Neapolu i Palermo.
Od 1841 roku mieszkał we Florencji, w 1847 roku założył tam czasopismo L'Alba. W 1848 roku, w czasie Wiosny Ludów, powrócił do Mesyny. Został członkiem lokalnych władz rewolucyjnych w Palermo - pełnił funkcję ministra oświaty i robót publicznych, a potem wojny i marynarki wojennej. Po upadku rewolucji wyemigrował do Paryża, gdzie przebywał do 1853 roku.
W 1853 przyjechał do Turynu, w 1857 roku brał udział w założeniu organizacji niepodległościowej Società nazionale italiana. Współpracował z premierem królestwa Piemontu Camillo Cavourem, popierając jego politykę zjednoczeniową. Równocześnie popadł w konflikt z Giuseppe Garibaldim. W lipcu 1860 roku został aresztowany i deportowany do Genui.

## Wybrane prace
- Messina e i suoi monumenti (1839)
- La Svizzera storica ed artistica (1842)
- L'Italia nei suoi monumenti, ricordanze e costumi (1842)
- Studi storici del sec. XIII (1842)
- Storia d'Italia narrata dal popolo italiano (1846)